# Метроміст

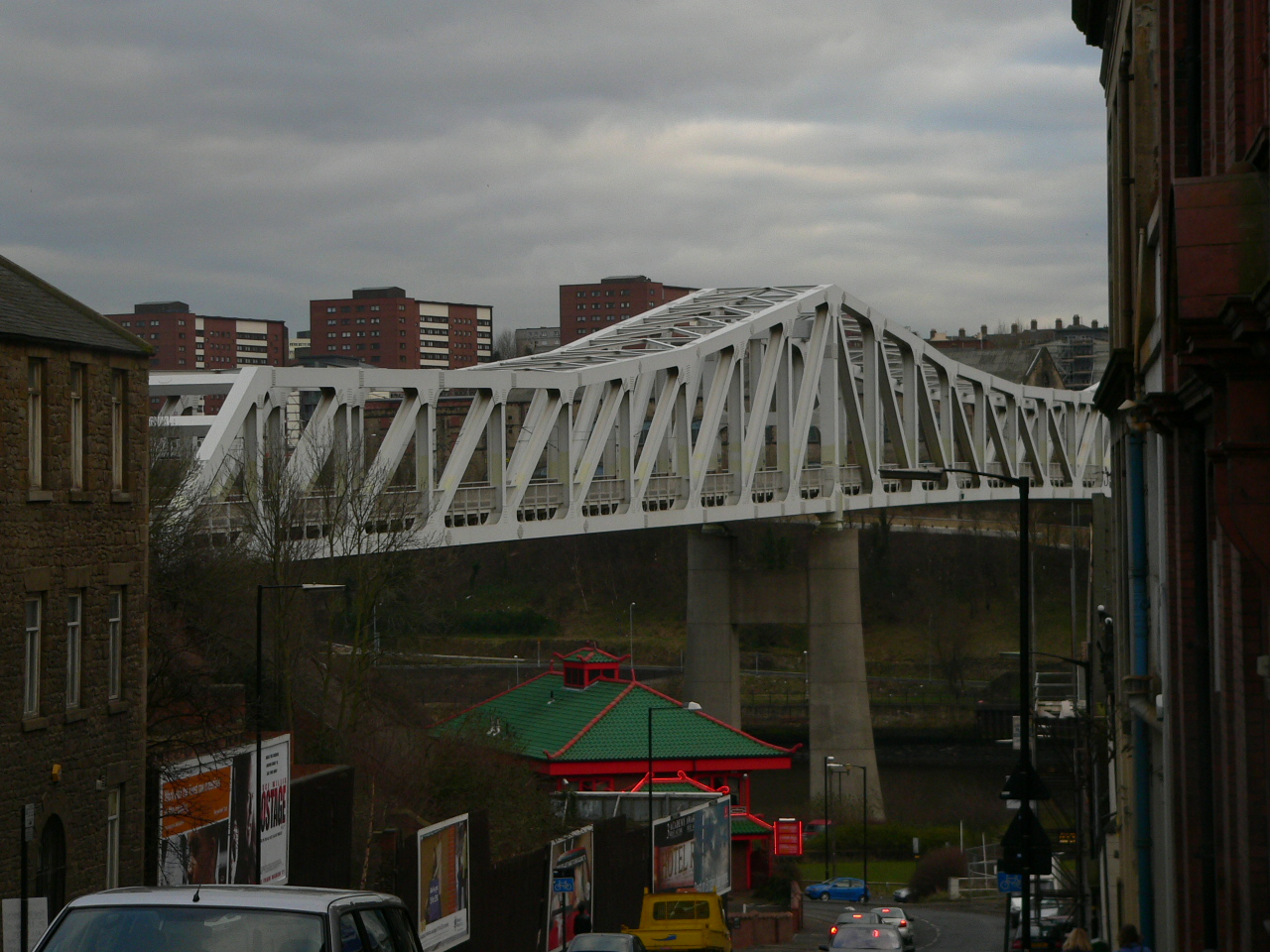
Метроміст «Королева Єлизавета II» в Ньюкаслі

Метроміст — міст, яким проходить лінія метро.

## Особливі типи метромостів

### Суміщений метроміст
Суміщений метроміст — це двоярусний міст, на верхньому ярусі якого розташовується автодорога або залізниця, а на нижньому — метро.
У Росії є унікальна естакадна станція, розташована на нижньому ярусі суміщеного метромоста — «Воробйови гори» в Москві. Двоярусний автометроміст є в Нижньому Новгороді. В Омську двох'ярусний метроміст був відкритий в 2005 році.

## Метромости України

### Київ
- Метроміст через Дніпро на Святошинсько-Броварській линії, між станціями «Дніпро» і «Гідропарк» (Міст Метро), 1965 р.
- Метроміст через Дніпро на Святошинсько-Броварській линії, між станціями «Гідропарк» і «Лівобережна» (Русанівський метроміст), 1965 р.
- Метроміст через залізницю на Святошинсько-Броварській линії, між станціями «Нивки» і «Берестейська» (Гаванський шлахопровід)
- Метроміст через залізницю на Святошинсько-Броварській линії, між станціями «Лівобережна» і «Дарниця»
- Метроміст через Дніпро на Сирецько-Печерській лінії між станціями «Видубичі» і «Славутич» (Південний міст), 1992 р.

Будується:
- Метроміст через Дніпро на Подільсько-Вигурівській лінії (Подільський міст)

### Харків
- Метроміст між станціями «Київська» і «Академіка Барабашова», 1984 р., критий

## Метромости РФ

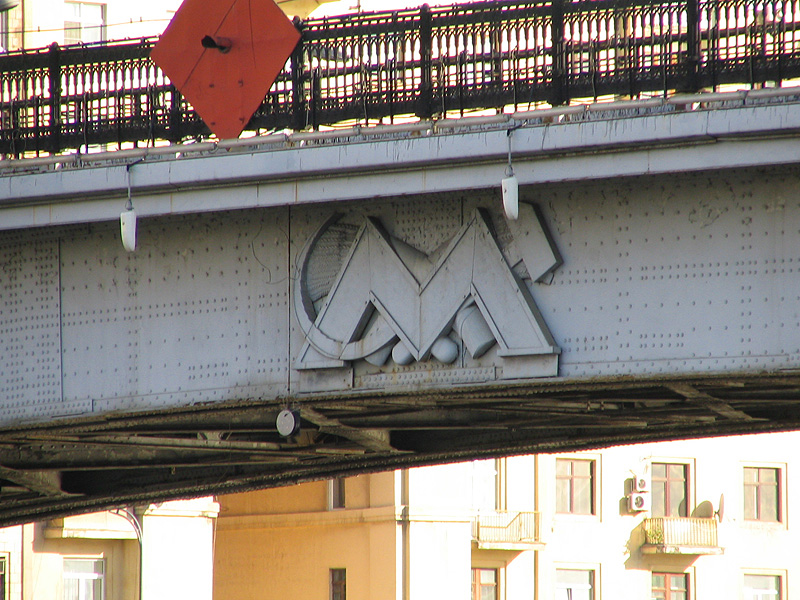
Емблема метро на Смоленському метромості

### Москва
Діючі мости:
- Смоленський — через річку Москва, між станціями Смоленська і Київська Фільовська лінія. 1937 р.[1]
- Лужнецький — «Воробйови гори» 1959 р., реконструйований в 2002 р.
- Преображенський (1965)— через Яузу, між станціями Сокольники і Преображенська площа Сокольницької лінії, 1962 р.[2]
- Нагатинський — суміщений метро- і автодорожний (в одному рівні), через ріку Москва, між станціями Автозаводска і Коломенська, 1969 р.
- Медведковський метроміст
- Митинський метроміст через річку Москва на перегоні між станціями Волоколамська і М'якініно.

### Новосибірськ
- Метроміст через Об, між станціями Річковий вокзал і Студентська, 1986 р., критий. Довжина разом з береговими естакадами становить 2145 м — це світовий рекорд.

### Казань
- «Аметьєво» (тат. Әмәт), 2005 р.

### Омськ
- Двоярусний метроміст через Іртиш між станціями Зарічна і Бібліотека імені Пушкіна. Автомобільний ярус моста експлуатується з 2005 року, метрополітен будується.[3]

### Нижній Новгород
- Будувався з 1999 року по 2009. Двоярусний суміщений метроміст через Оку є продовженням Автозаводського радіусу і з'єднає станції Московську та Горьківську.